# Martin Čotar
Martin Čotar (10. srpnja 1977.), hrvatski biciklist.
Jedan je od najboljih hrvatskih cestovnih biciklista. Čotar je europski prvak na kronometar 1999. godine, u kategoriji U23.

## Vanjske poveznice
- Martin Čotar - Croatia